# 參與式設計
參與式設計（Participatory design）是一種設計方法，試圖使所有涉眾積極參與設計過程，以確保結果滿足他們的需求並可用。參與式設計是一種專注於設計過程和過程的方法，而不是一種設計風格。